# Wuchiapingiano
| Periodo                                                                                    | Epoca               | Piano          | Età (Ma)      |
| ------------------------------------------------------------------------------------------ | ------------------- | -------------- | ------------- |
| Triassico                                                                                  | Triassico inferiore | Induano        | Più recente   |
| Permiano                                                                                   | Lopingiano          | Changhsingiano | 254,14 ± 0,07 |
| Permiano                                                                                   | Lopingiano          | Wuchiapingiano | 259,51 ± 0,21 |
| Permiano                                                                                   | Guadalupiano        | Capitaniano    | 264,28 ± 0,16 |
| Permiano                                                                                   | Guadalupiano        | Wordiano       | 266,9 ± 0,4   |
| Permiano                                                                                   | Guadalupiano        | Roadiano       | 274,4 ± 0,4   |
| Permiano                                                                                   | Cisuraliano         | Kunguriano     | 283,3 ± 0,4   |
| Permiano                                                                                   | Cisuraliano         | Artinskiano    | 290,1 ± 0,26  |
| Permiano                                                                                   | Cisuraliano         | Sakmariano     | 293,52 ± 0,17 |
| Permiano                                                                                   | Cisuraliano         | Asseliano      | 298,9 ± 0,15  |
| Carbonifero                                                                                | Pennsylvaniano      | Gzheliano      | Più antico    |
| Suddivisione del Permiano secondo la Commissione internazionale di stratigrafia dell'IUGS. |                     |                |               |

Nella scala dei tempi geologici il Wuchiapingiano (dal Cinese: 五家坪, Pinyin: Wǔ Jiā Píng), è il primo dei due piani in cui è suddiviso il Lopingiano, l'ultima delle tre epoche che costituiscono il periodo Permiano.  
Il Wuchiapingiano è compreso tra 260,4 ± 0,7 e 253,8 ± 0,7 milioni di anni fa (Ma). È preceduto dal Capitaniano e seguito dal Changhsingiano, l'ultimo piano del Permiano e dell'intera era del Paleozoico.

## Definizioni stratigrafiche e GSSP
La denominazione di Wuchiapingiano fu utilizzata per la prima volta nel 1962 quando l'epoca del Lopingiano, nel sud-ovest della Cina, fu divisa nella Formazione Wuchiapingiana e Formazione Changhsingiana. 

Nel 1973 il Wuchiapingiano passò a definire anche un'unità cronostratigrafica e non solo litostratigrafica.
La base del Wuchiapingiano è definita dalla prima comparsa nelle serie sedimentarie dei conodonti della specie Clarkina postbitteri postbitteri all'interno della linea evolutiva da Clarkina postbitteri hongshuiensis a Clarkina dukouensis.
Il limite superiore, nonché base del successivo Changhsingiano, è dato dalla prima comparsa del conodonte Clarkina wangi.      

### GSSP
Il GSSP, il profilo stratigrafico di riferimento della Commissione Internazionale di Stratigrafia, è localizzato nella sezione Penglaitan, lungo il fiume Hongshui, circa 20 km a sud della città di Laibin, nella provincia di Guangxi, nel sud della Cina; le coordinate sono: latitudine 23°41'43" N e longitudine 109°19'16"E.

## Suddivisioni biostratigrafiche
Il Wuchiapingiano contiene due biozone ammonitiche:
- zona del genere Araxoceras
- zona dei generi Roadoceras e Doulingoceras